# برادویوپارک (فلوریدا)
برادویوپارک (به انگلیسی: Broadview Park) یک منطقهٔ مسکونی در ایالات متحده آمریکا است که در شهرستان براوارد، فلوریدا واقع شده‌است. برادویوپارک ۲٫۶ کیلومتر مربع مساحت و ۷٬۱۲۵ نفر جمعیت دارد و ۵ متر بالاتر از سطح دریا قرار دارد.